# Ром

Карибский ром 1941 года

Ром (англ. rum, исп. ron, фр. rhum) — крепкий спиртной напиток, изготавливаемый путём сбраживания и перегонки побочных продуктов сахарно-тростникового производства, таких как патока и тростниковый сироп.
Прозрачная жидкость, получающаяся после перегонки, обычно затем выдерживается в дубовых или других бочках. Несмотря на то, что производством рома занимаются и Австралия, Индия, Реюньон и многие другие страны мира, большая часть его производится на Карибах и вдоль реки Демерара в Южной Америке (преимущественно на территории Гайаны).
Среди основных брендов рома известны «Ron Barceló» и «Brugal», «Matusalem» (Доминиканская республика), «Havana Club», «Caney» и «Legendario» (Куба), «Bacardi» (Пуэрто-Рико), «Captain Morgan» (Ямайка, разливают в Великобритании), «Appleton Estate» (Ямайка), «Mount Gay», «BUMBU», «R.L.Seals», «Doorly's» (Барбадос), «Bristol Classic Rum», «Bundaberg», «Flor De Cana» (Никарагуа), «Myers», «Malibu Rum», «Old Pascas», «Pott», «Ron Rico», «Pusser’s», «Murhy’s», «Angostura» (Тринидад и Тобаго), «Chairman's Reserve» (Сент-Люсия), «Stroh» (Австрия), «Takamaka» (Сейшелы), «Rhum J.M.» и «Clement» (Мартиника), «Old Monk» (Индия).
Существует много разновидностей рома. Светлый обычно используется в коктейлях, тогда как золотой и тёмный подходит и для кулинарии, и для коктейлей. Ром длительной выдержки (аньехо, añejo) употребляется в чистом виде или со льдом.
Ром играет важную роль в культуре большинства островов Вест-Индии и часто ассоциируется с британским королевским флотом и пиратством. Он также был популярным средством обмена и способствовал распространению рабства. Кроме того, ром стал предлогом для австралийского ромового бунта в начале XIX века.

## Происхождение названия
Происхождение слова «ром» (англ. rum) неясно. Возможно, оно связано со словом rumbullion — названием напитка, приготовляемого из стеблей сахарного тростника; или со словом rumbustion, означающим «шумные волнения, переполох». 
Среди других возможных происхождений — сокращение латинского iterum «вновь, во второй раз» или французского arôme («аромат»), нидерландское слово roemer «большой питейный стакан» (такие стаканы, по-английски называемые rummers, использовались нидерландскими моряками).

## История

### Происхождение рома
Предшественники рома появились ещё в древности. Считается, что сбраживаемые напитки из сока сахарного тростника впервые стали делать в древних Индии или Китае, а затем и в других частях света. Пример такого старинного напитка — брам. История брама, изготавливаемого малайцами, уходит на тысячи лет в прошлое. Марко Поло пишет об «очень хорошем сахарном вине» XIV века, которым его угостили в местности, находящейся на территории современного Ирана.
Впервые получать ром путём сбраживания стали в XVII веке на тростниковых плантациях  на Карибах. Рабы первыми обнаружили, что патока, побочный продукт производства сахара, сбраживается в алкоголь. Последующая перегонка этого побочного продукта делала его концентрированным и помогала удалить примеси, а результатом процесса был ром. Некоторые полагают, что впервые ром начали изготавливать на Барбадосе. Вне зависимости от происхождения, ранний карибский ром не отличался высоким качеством.

### Ром в колониальной Америке
Развитие производства на Карибах привело к распространению напитка во всей колониальной Америке. Для удовлетворения спроса в 1664 году на территории современного Статен-Айленда была открыта первая фабрика по перегонке рома. В Бостоне (Массачусетс) такая фабрика появилась три года спустя. Производство рома стало крупнейшей и наиболее процветающей отраслью промышленности в колониальной Новой Англии. Здешний ром был очень популярным и считался лучшим в мире большую часть XVIII века. Ром с Род-Айленда наравне с золотом некоторое время использовался в Европе для взаиморасчётов. По оценкам потребления в американских колониях перед американской войной за независимость, на каждого мужчину, женщину и ребёнка приходилось по 13,5 литров рома в год.
В XVII и XVIII веках, чтобы покрыть спрос на патоку для производства рома одновременно с ростом спроса на сахар в Европе, для работы на сахарных плантациях на Карибах требовалась рабочая сила. Для обеспечения этой потребности был организован трёхсторонний обмен между Африкой, Карибами и американскими колониями. Круговой поток рабов, патоки и рома приносил большую прибыль, а разрыв торговых отношений, вызванный принятием в 1764 британским парламентом закона о сахаре, стал одной из причин Американской революции.
Популярность рома не ослабла после получения Америкой независимости. В частности, Джордж Вашингтон требовал привезти для своей инаугурации в 1789 бочку барбадосского рома. Развитие производства американского виски и ограничения на производство и продажу рома в части Кариб, принадлежавшей Британии, привели к спаду популярности рома.

### Морской ром
В связи с неумением хранить пиво и вино, которые быстро портились в плавании, в качестве алкоголя на корабли стали брать крепкие напитки. Ассоциация рома с пиратством берёт начало с поиска английскими пиратами источника высокого дохода. Эта традиционная связь укрепилась благодаря известным литературным произведениям, например, «Острову сокровищ» Стивенсона (1881 г.).
Связывать ром с британским королевским флотом стали в 1655 году, когда он захватил остров Ямайка. Ром собственного производства заменил французский бренди как спиртной напиток, ежедневно присутствовавший в рационе моряков. Изначально ром употребляли в чистом виде или разбавляли его лимонным соком, а около 1740 года по приказу адмирала Эдварда Вернона стали разбавлять водой, чтобы уменьшить влияние алкоголя. В честь плаща из фая (англ. grogram cloak), который адмирал носил в плохую погоду, смесь рома с водой стали называть грогом. Ром входил в ежедневный рацион моряков королевского флота до упразднения этого правила 31 июля 1970.

### Ром в колониальной Австралии
Ром стал важным товаром в ранний период колониального Нового Южного Уэльса. Это было обусловлено недостатком средств у населения колонии и способностью напитка позволять человеку хотя бы на время забыть о трудностях жизни. Значение рома было таково, что даже заключённых заставляли работать на землях чиновников Корпорации Нового Южного Уэльса. В связи с популярностью рома у поселенцев колония заслужила репутацию «пьяной», хотя уровень потребления алкоголя в ней был ниже, чем в Англии.
Когда в 1806 Уильям Блай стал губернатором колонии, он попытался искоренить проблему пьянства законодательным запретом использования рома в качестве средства обмена. В ответ на это и некоторые другие действия Корпорация Нового Южного Уэльса выступила с вооружённым протестом и арестовала Блая. Мятежники контролировали колонию к приезду губернатора Лаклана Маккуори вплоть до 1810 года.

### Карибский светлый ром
До второй половины XIX века весь изготавливаемый ром был "тяжёлым", или тёмным, предназначенным для рабочей бедноты, в отличие от очищенных европейских спиртных напитков двойной перегонки. Для увеличения объёма ромового рынка Испанская королевская палата по развитию учредила приз тому, кто усовершенствует процесс производства. Результатом стало множество нововведений в процесс изготовления, которые существенно повысили качество рома.
Одной из наиболее значимых фигур в этом деле был Дон Факундо Бакарди Массо, переехавший в 1843 из Испании в Сантьяго-де-Куба. Его эксперименты с технологиями перегонки, угольной фильтрации, культивации особых видов дрожжей и выдерживания в бочках из американского дуба привели к созданию более мягкого напитка, известного сегодня как светлый ром. Для производства такого рома Дон Факундо в 1862 основал компанию Бакарди.

### Ром в Советском Союзе
В 1950-х и 1960-х годах в СССР на заводах «Главспирта» из отечественного сырья выпускался так называемый «Советский ром» — горькая настойка, вырабатываемая с использованием спирта крепостью не ниже 48 % об. и черносливового морса. Также в СССР ромовый спирт получали из сока сахарного тростника, выращиваемого в республиках Средней Азии; в частности, в Алтынсайском районе нынешней Термезской области существовало производство рома из выращиваемого там же тростника.

## Категоризация рома
Разделение рома на значимые группы усложнено тем, что, по сути, не существует единого стандарта для рома. Вместо этого ром определяется различными правилами и законами стран, производящих этот спиртной напиток. Среди различий в определениях: крепость напитка, минимальная выдержка и даже стандарты для наименований.
Примером различия крепости может служить Колумбия, правила которой требуют, чтобы ром, произведённый в этой стране, имел крепость не менее 50 %, тогда как в Чили и Венесуэле требуется минимальная крепость 40 %. В Мексике требования по выдержке составляют не менее 8 месяцев, в Доминиканской Республике — один год, в Венесуэле — два года, на Кубе — три года для золотого, 7 лет для тёмного, а для рома Blanc (то-есть белого или светлого) критериев нет, продаётся сразу после изготовления. Стандарты для наименований также отличаются. Так в Аргентине ром подразделяется на «белый» (англ. white, исп. blanco), «золотой» (англ. gold), «светлый» (англ. light) и «экстра-светлый» (англ. extra-light). На Барбадосе используются термины «белый» (англ. white), «крепкий» (англ. overproof) и «выдержанный» (англ. matured), а в США — «ром» (англ. rum), «ром-ликёр» (англ. rum liqueur) и «ароматизированный ром» (англ. flavored rum).
Несмотря на эти различия в стандартах и номенклатуре, чтобы показать широкий спектр производимых видов рома, предлагается следующее деление.

### Сорта рома
Названия сортов и разновидностей рома обычно зависят от местности, где ром производится. Несмотря на эти различия, следующие термины часто используются для определения разных типов рома:
- Светлый ром, также серебряный или белый ром. В целом, светлый ром обладает очень слабо выраженным вкусом, помимо присущей рому сладости, и соответственно используется в качестве основы для коктейлей. Светлый ром иногда фильтруют после выдержки, чтобы убрать какую-либо окраску.
- Золотой ром, также янтарный ром — выдержанный ром средней плотности. Цвет такого рома может происходить от добавок: специй и карамели, но исторически приобретает свой более тёмный цвет, выдерживаясь в деревянных бочках (обычно дубовых).
- Тёмный ром, также чёрный ром, темнее золотого рома. Он обычно выдерживается дольше, в обугленных бочках. У тёмного рома намного более сильный вкус, чем у светлого и золотого рома; во вкусе можно почувствовать намёки на специи вместе с сильными нотами патоки или карамели. Кроме использования в коктейлях, тёмный ром наиболее часто используется в приготовлении пищи.
- Ароматизированный ром: некоторые производители стали продавать ром с добавками ароматов фруктов, таких как манго, апельсин, лимон, кокос. Такой ром часто смешивают с тропическими напитками такого же вкуса, крепость которых составляет 32,5 %-37 %.
- Крепкий ром — это ром гораздо крепче стандартного 40 %-го. Многие виды такого рома имеют крепость более 75 %.
- Выдержанный ром класса премиум. Любой ром выдерживается в течение определённого времени, и в названиях многих брендов рома есть слово «añejo» (выдержанный, от исп. año — год). Однако выдержанным ромом всё же принято обычно называть ром, выдержанный более 5 лет, который принято употреблять так же, как виски. Выдержанный ром сам по себе обладает более сильным характером и вкусом, чем будучи смешанным с другими напитками, поэтому обычно употребляется в чистом виде. Бережно изготовленный ром долгой выдержки предлагают как известные бренды, такие, как Bacardi (ром «Bacardi 8»), так и бутиковые бренды, такие как ром «Fernandez family’s Ron de Barrilito 3 Star». Как и у других напитков, которые пьют смакуя (коньяк или виски), существует ром класса премиум и супер-премиум, такой как «Appleton Estate’s 21 Year Old Jamaica Rum».
- Ромовый эликсир — это ром слабее стандартного 40-процентного — обычно чуть более 30 %. Имеет гораздо более сладкий и насыщенный вкус. Употребляется в чистом виде и не употребляется в коктейлях. Самая распространённая марка такого рома — Legendario Elixir de Cuba.

## Способы производства
В отличие от некоторых других спиртных напитков, таких как коньяк или виски, не существует единых методов производства рома. Вместо этого производство рома основано на традициях, которые различаются в разной местности и у разных изготовителей.

### Сбраживание

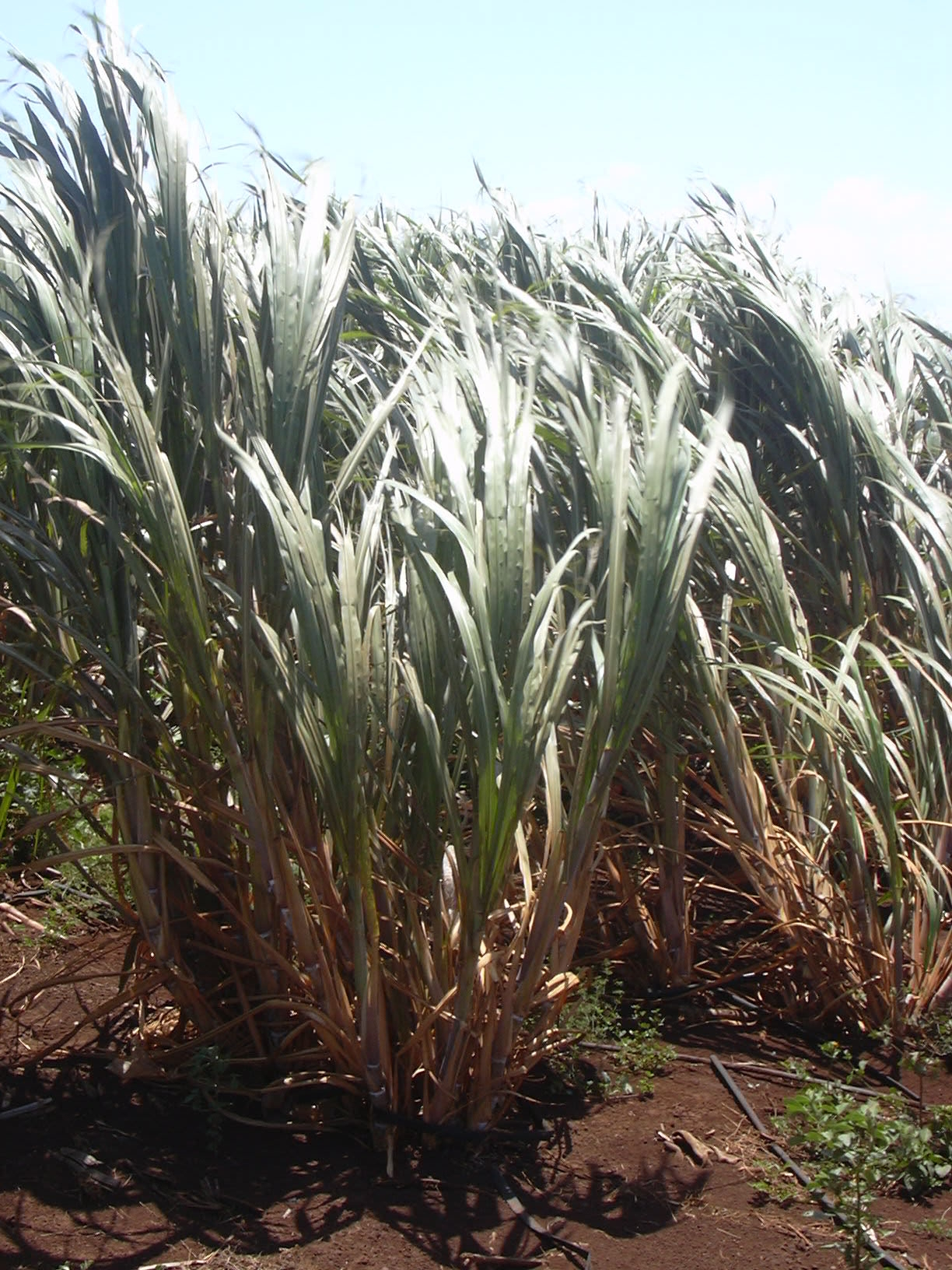
Сахарный тростник собирают ради производства сахара. Патока (меласса) является побочным продуктом производства.

Ром главным образом изготавливается из патоки. Также существует технология производства рома из сахара сырца тростникового, позволяющая получить качественный напиток. На Карибы основной объём патоки завозится из Бразилии. Важным исключением являются франкоговорящие острова, где основным ингредиентом рома является тростниковый сок.
Для начала сбраживания к основному ингредиенту добавляются дрожжи и, возможно, вода. Тогда как некоторые производители рома полагаются на натуральные дрожжи, многие используют особые виды дрожжей, чтобы получить определённый вкус и предсказуемое время брожения. Производители светлого рома, такие как Bacardi, предпочитают «быстрые» дрожжи. Использование более «медленных» дрожжей приводит к сбору большего количества эфиров в процессе брожения, что выражается в более богатом вкусе рома.

### Перегонка
Как и для всех других аспектов производства рома, не существует стандартного метода для перегонки. Тогда как некоторые производители выпускают ром партиями, используя обычные перегонные кубы, большинство производителей используют вертикальную перегонку. Выход из перегонных кубов содержит больше добавок и примесей, чем при вертикальной перегонке, поэтому даёт более богатый вкус.

### Выдержка и купажирование
Во многих странах требуется не менее года выдержки для рома. Выдержка обычно осуществляется в использованных бочках от бурбона, но может также осуществляться в бочках из нержавеющей стали или деревянных бочках других типов. Особенно ценятся бочки и бочонки, в которых до этого настаивался херес или хересный бренди. Ром, настоенный в этих бочках, имеет особый неповторимый вкус.
Из-за тропического климата, присущего большинству стран-производителей рома, ром вызревает гораздо быстрее, чем это свойственно для виски или коньяка. Показателем этой быстроты является «доля ангелов» (объём испарившегося продукта). Напитки, выдерживаемые во Франции или в Шотландии, теряют в год около 2 %, тогда как для производителей рома это число может достигать 10 %.
После выдержки ром обычно купажируют для обеспечения необходимого вкуса. В ходе этого процесса светлый ром может фильтроваться для обесцвечивания (цвет появляется во время выдержки). При изготовлении тёмного рома с целью обеспечения надлежащего цвета продукта в ром может добавляться карамель.

## Ром в приготовлении пищи
Кроме ромового пунша, свою известную историю изобретения на Карибах имеют коктейли «Куба Либре», «Барбадос» и «Дайкири». Культура Тики расширила горизонты использования рома, предложив рецепты коктейлей «Май Тай» и «Зомби». Среди других известных коктейлей с содержанием рома — пина колада и мохито. Существует также рецепт «адвокат» — горячий крепкий чёрный чай (кенийский или ассамский) с добавлением сахара, рома и лимона.
На Ямайке выпускается крепкий ликёр Тиа Мария, основанный на роме и особом сорте кофе.
Ром также может использоваться в приготовлении пищи — например, как вкусовая добавка для ромовых шариков, ромовой бабы или ромового торта. Ром обычно используется для вымачивания фруктов, используемых во фруктовых тортах, а также используется в маринадах для некоторых карибских блюд. Применяется в консервировании ягод и фруктов (румтопф). Кроме того, ром можно использовать для фламбирования.